# 마르가레타쥐속
마르가레타쥐속(Margaretamys)은 쥐과에 속하는 설치류 속의 하나이다. 인도네시아 술라웨시섬에서 발견되며, 4종을 포함하고 있다.

## 특징
중간 크기의 설치류로 몸통 길이가 96~197mm이고 꼬리 길이는 150~286mm, 몸무게는 최대 150g이다. 털이 짧고 무성하다. 눈과 주둥이 부분의 얼굴이 대체로 어두운 색을 띤다.

## 분포 및 서식지
술라웨시섬의 토착종이다. 나무 위에서 주로 생활하는 수상성 동물이다.

## 하위 종
- 베카리마르가레타쥐 (M. beccarii)
- 크리스틴마르가레타쥐 (M. christinae)[3][4]
- 큰긴꼬리나무쥐 (M. elegans)
- 작은마르가레타쥐 (M. parvus)